# L'inglese (romanzo)
L'inglese (The English Assassin) è un romanzo scritto da Daniel Silva, pubblicato nel 2002.
È il secondo libro di una collana di 21 romanzi, il cui protagonista è Gabriel Allon.

## Trama
Un intricato intreccio internazionale coinvolge Allon (restauratore di quadri e occasionalmente dipendente del Ministero della Difesa Israeliano), Anna Rolfe (figlia di un facoltoso banchiere svizzero) e il cosiddetto Inglese (assassino su commissione).